# Creles Estêvão

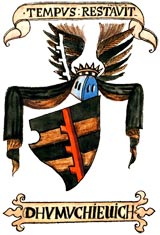
Brasão de Creles

Creles Estêvão (em grego medieval: Χρέλης Στέφανος; romaniz.: Chréles Stéphanos; (em sérvio: Хреља; romaniz.: Hrelja; em búlgaro: Хрельо; romaniz.: Hrelyo; m. 1342), também conhecido como Stefan Dragovol (Стефан Драговол) ou Hrelja Ohmućević (em sérvio:  Хреља Охмућевић), foi um senhor feudal semi-independente na região nordeste da Macedônia e nas montanhas Rila, que serviu os reis sérvios medievais Estêvão Milutino, Estêvão Uresis III e Estêvão Uresis IV. Ele é conhecido por ter reconstruído o Mosteiro de Rila, o maior da Bulgária, em 1334-1335.

## História
Creles foi mencionado pela primeira vez na década de 1320 como o comandante de um destacamento militar sérvio envolvido na guerra civil bizantina de 1321-1328 aliado do imperador bizantino Andrônico II Paleólogo. Nesta época, Creles já era o governante de um grande domínio na região de Štip (atualmente na República da Macedônia). No início da década de 1330, suas posses se expandiram para incluir também Estrúmica.
Creles doou o terreno no vale de Estrúmica para o mosteiro de Hilandar, outro fato que atesta a sua prosperidade. Ele também patrocinou a construção da Igreja dos Santos Arcanjos em Stip. No final da década de 1330, Creles se separou da Sérvia e se tornou um autocrata, com sua capital em Estrúmica. Ele formalmente reconhecia a autoridade bizantina, mas tinha uma vasta autonomia. Fatores que contribuíram para esta decisão de se separar incluem a sua independência financeira, o seu exército e a localização fronteiriça de suas terras, próximas do Império Búlgaro e do Império Bizantino.
Com outra guerra civil bizantina na década de 1340, Creles foi procurado por ambos os lados, mas se aliou a João VI Cantacuzeno, que o premiou com a cidade de Melnik e o título de protosebasto. Porém, Creles não se engajou de fato no conflito e somente o fez quando interessava aos seus próprios interesses.
Após Cantacuzeno ter sofrido pesadas perdas na guerra civil e ter ido buscar refúgio na corte de Estêvão Uresis IV no verão de 1342, Creles concordou em sacrificar sua aliança em troca do apoio sérvio. Embora ele uma vez mais tenha reconhecido a suserania de Estêvão e cedido a cidade de Melnik, ele morreu em 27 de dezembro de 1342 no Mosteiro de Rila. De acordo com fontes búlgaras, acredita-se que ele tenha sido morto por mercenários sérvios contratados por Estêvão. Pouco antes de sua morte, ele havia se tornado monge ali sob o nome de Hariton. Ele foi enterrado na igreja construída por ele e seu epitáfio atesta que ele recebeu o título de  "césar", provavelmente de Cantacuzeno.
No folclore búlgaro e sérvio, Creles (Relja Krilatica) é glorificado como aliado do príncipe Marco e protetor contra o Império Otomano.

## Torre de Creles

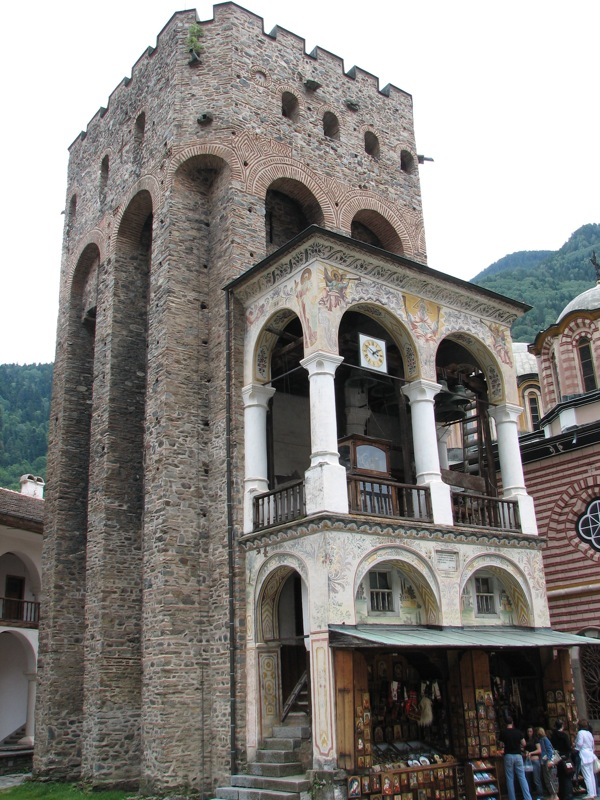
Torre de Creles, no Mosteiro de Rila

Em 1334-1335, Creles reconstruiu a igreja do Mosteiro de Rila e construiu a chamada "Torre de Creles", a torre defensiva do mosteiro e a mais antiga ainda de pé no local.
A torre de pedra tem 23 metros de altura e a base quadrada. Há cinco andares, sem contar o porão, com uma capela dedicada à transfiguração de Jesus no último, com fragmentos dos afrescos do século XIV que um dia a decoraram. A torre tem uma única entrada no primeiro andar e, na época, era provavelmente alcançada por uma escada. Da entrada, a capela pode ser alcançada utilizando-se as escadas de pedra construídas junto à parede. Acredita-se que a torre tenha sido construída e utilizada como forma de proteger os monges e também como um abrigo para os itens valiosos do mosteiro, além de prisão e hospício. Um campanário de dois andares foi construído junto à torre em 1844. Desde 1983, o local passou a ser protegido pela UNESCO como parte do Mosteiro de Rila, um Patrimônio Mundial da Humanidade.
Uma inscrição na torre atesta que, na época de sua construção, Creles ainda reconhecia a suserania sérvia:
| “ | Durante o reinado do mais supremo senhor rei Estêvão, o senhor protosebasto Creles, após grande esforço e com alto custo, construiu esta torre para o santo padre São João de Rila e para a Teótoco, chamada de Osenovitsa, no ano 6843 [1334-1335] | ” |